# Salto (rivière)
La Salto est une rivière italienne, qui prend sa source à Scurcola Marsicana, passe par Cittaducale, Rieti, avant de se jeter dans le fleuve Velino près de Rieti (frazione Casette).

## Histoire
En 1940 le fleuve a été équipé d'un barrage donnant lieu à un bassin artificiel sous le nom de lac du Salto.